# N'gola Ritmos
O Conjunto N'gola Ritmos é um dos grupos angolanos mais importantes do Século XX.

## Percurso
O grupo foi formado em 1947 por Liceu Vieira Dias, Domingos Van-Dúnem, Mário da Silva Araújo, Manuel dos Passos e Nino Ndongo.

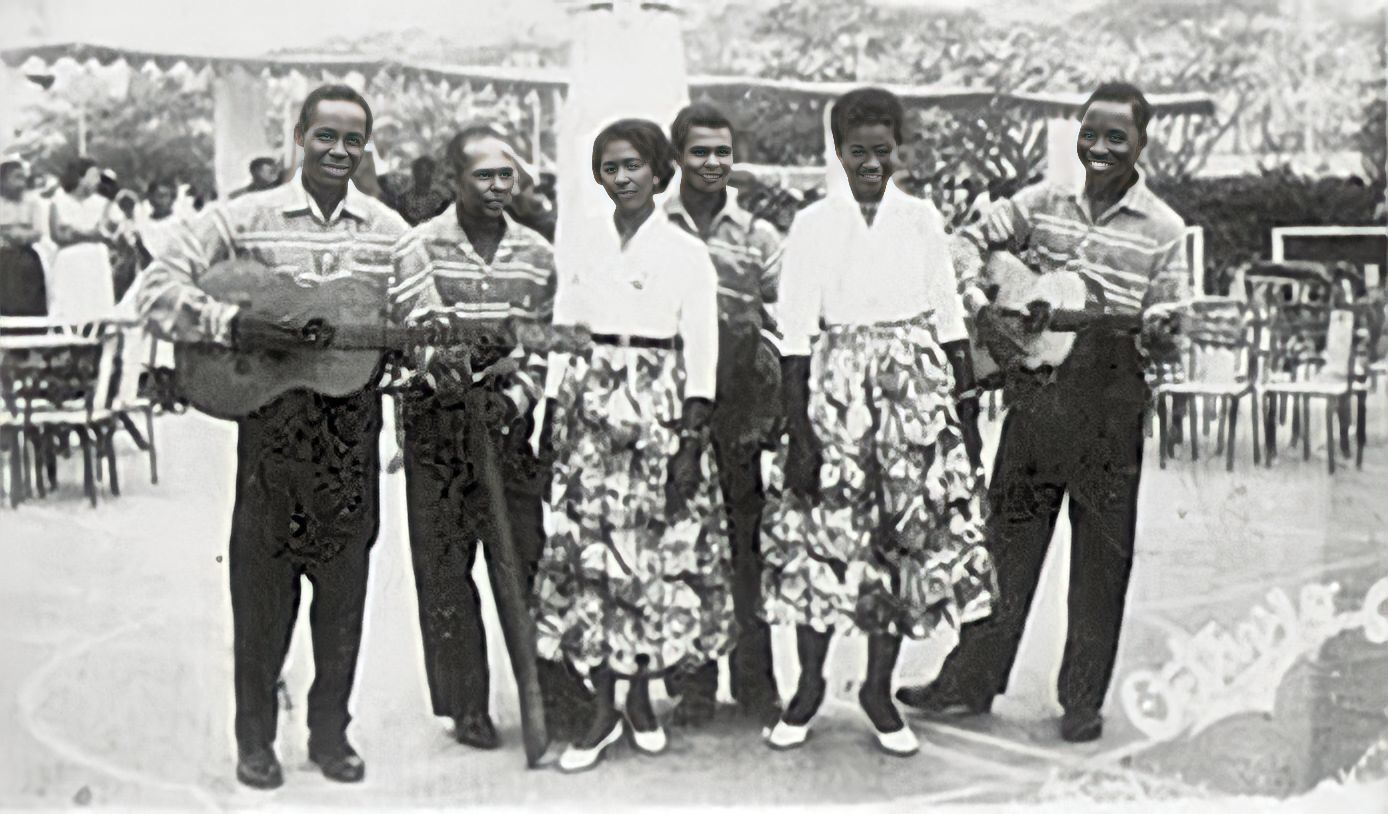
Liceu, Nino Ndongo, Belita Palma, Amadeu Amorim, Lourdes Van Dunem e Zé María

Na década de 1950 e 1960 incluíu nomes como Liceu, Nino, Amadeu Amorim (bateria e cantor), José Maria (viola solo e ritmo), Euclides Fontes Pereira (Fontinhas), José Cordeiro dos Santos, Lourdes Van-Dúnem, Gege, Xodô e Belita Palma.
Amadeu Amorim e Liceu foram presos em 1959 mas o conjunto manteve-se com a força de Nino N’dongo. Gravaram dois discos e em 1965 deslocam-se à metrópole pela primeira vez.

## Importância
- António Ole realizou em 1978 um filme sobre o grupo, sob o título O Ritmo do N’Gola Ritmos[5].
- O filme O Lendário Tio Liceu e os N'gola Ritmos (2010), de Jorge António[6], recebeu o Prémio Melhor Documentário no FICLuanda 2010, ainda que tenha sido recusado pelo cineasta, em virtude de não ser uma produção nem realização angolanas.[7]
- O professor Maurício Barros de Castro dedicou uma secção à história da N'gola Ritmos na sua apresentação "O SAMBA NO ATLANTICO NEGRO: PATRIMONIO IMATERIAL E DIÁSPORA AFRICANA" apresentada no XI Congresso Luso Afro Brasileiro de Ciências sociais que decorreu em Salvador em Agosto de 2011[8]:

"Interessados  em  descobrir  suas  raízes  culturais,  os  músicos  do  N’gola  Ritmos reinventaram a música de angola e assumiram o semba como ritmo nacional do país, o que tinha conotações políticas que evidenciava um projeto de nação angolana construída a partir de suas referências ancestrais."
- A banda é citada em Marissa J. Moorman, Dueling Bands and Good Girls: Gender, Music, and Nation in Luanda's Musseques, 1961-1974, International Journal of African Historical Studies (2004)[10]
- Euclides Fontes Pereira (Fontinhas), falecido em 2013, foi considerado um dos maiores especialistas de dikanza[11]

## Discografia

### Originais
- 1 (Ep, Alvorada, 1964) N'biri Birin / João Domingos / Chapéu Preto / Timpanas[carece de fontes?]
- 2 (Ep, Alvorada, 1964) Mona Ami / Kuaba Kuaie Kalumba / Maria Da Luz / Margarida Vai À Fonte[carece de fontes?]
- N'ga Sakidila (Ep, Decca, 1964) N'ga Sakidila / Chico / Xikéla / N'zage[carece de fontes?]

### Compilações
- Angola 60's 1956-1970 (Buda Musique, 1999) ‎- Muxima, Django Ué, Nzaje[carece de fontes?]
- Angola Saudade 60-70 ‎(Iplay, 2009) - Muxima[12]
- Chansons Creoles ‎(Cristal, 2012) - Muxima[carece de fontes?]

## Ligações Externas
- http://www.afreaka.com.br/notas/ngola-ritmos-ritmo-e-da-palavra-se-fez-luta/
- http://musicaapretoebranco.blogspot.pt/2011/04/n-gola-ritmos.html
- http://jornaldeangola.sapo.ao/cultura/musica/mario_rui_silva_e_o_ngola_ritmos